# Siete canciones populares españolas

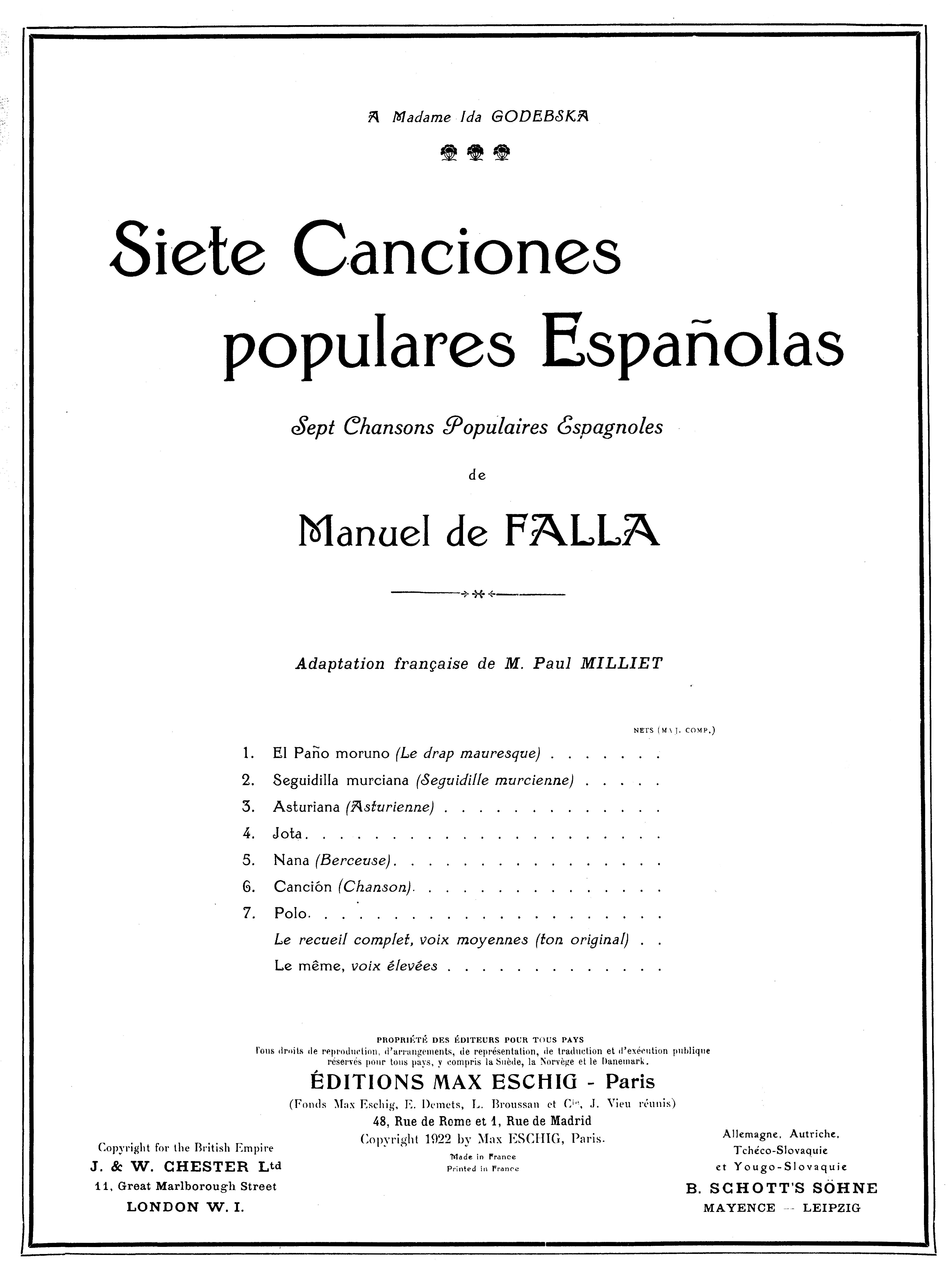
Portada de una adaptación francesa de Paul Milliet.

Siete canciones populares españolas es una colección de canciones tradicionales adaptadas para voz y piano por el compositor español Manuel de Falla en 1914. Con el tiempo se ha convertido en la composición más orquestada del propio Falla y también en la más frecuentemente interpretada en actuaciones donde se interpretan canciones típicas del folclore español. El conjunto fue dedicado a Madame Ida Godebska.
El estilo y el origen de las canciones son bastante distintos. Son de partes diferentes de España: una asturiana de la región de Asturias, en el norte; la seguidilla, un tipo de flamenco, de Murcia, en el sureste, una "Jota" de Aragón en el nordeste. "Nana" es una canción de cuna y "Polo" una canción que expresa el deseo salvaje de venganza por un amante. Todos los textos tratan el amor o el proceso del cortejo, a veces jugando, otras seriamente, o trágicamente. La primera canción, por ejemplo, claramente alude a la importancia de la virginidad para el valor de una chica en el mercado del matrimonio. La canción de cuna trata el resultado del amor.

## Lista de canciones
- 1. El paño moruno
- 2. Seguidilla murciana
- 3. Asturiana
- 4. Jota
- 5. Nana
- 6. Canción
- 7. Polo

Han sido transcritos para guitarra por Miguel Llobet, para violonchelo y piano por Maurice Maréchal, para contrabajo y piano por Ludwig Streicher y para orquesta por Luciano Berio. Falla y Paul Kochanski también adaptaron seis de las canciones (omitiendo el N.º. 2 y cambiando el orden) para violín como Suite populaire espagnole. Inspiraron una colección similar de canciones a un amigo de Falla y colaborador, Federico García Lorca. Estrella Morente interpretó las siete canciones junto a Javier Perianes publicando un álbum.

## Lectura para saber más
- Jihyun Park, "Un Estudio de Siete canciones populares españolas por Manuel de Falla." Ph.D., Universidad de Kansas, 2013.